# Стар Лайф
„Стар Лайф“ (на английски: Star Life, известна до октомври 2023 г. като „Фокс Лайф“, на английски: Fox Life) е телевизионна мрежа на Уолт Дисни Къмпани, специализирана в производството и разпространението на тематични канали на територията на Латинска Америка, Европа и Япония (където излъчването е HDTV). Програмата включва различни ТВ сериали, ситкоми и игрални филми, както и характерни за съответния район продукции.
В България FOX стартира първия си телевизионен канал Fox Life на 12 септември 2005 г. С това отваря врати и първият офис на FOX International Channels (FIC) за Източна Европа. FOX International Channels Balkans разработва, произвежда и разпространява 11 развлекателни, документални и филмови канали в България, Албания, Босна и Херцеговина, Хърватия, Македония, Черна гора, Косово, Сърбия и Словения.
На 1 октомври 2023 г. „Фокс Лайф“ официално е преименуван на „Стар Лайф“.

## Излъчвани предавания

### Сегашни предавания[4]
- Алфи
- Анатомията на Грей
- Ани Ребъл
- Виолета
- Гадни момичета
- Самотни родители
- Специализантът
- Дневниците на вампира
- Д-р Хаус
- Духове
- Женени с деца
- Като вещиците
- Куклената къща на Габи
- Лекарите от Чикаго
- Ландыши. Такая нежная любовь
- Милион малки неща
- Ню Амстердам
- Отчаяни съпруги
- Последният мъж на света
- Посрещнете руснаците
- Пожарная часть 19
- Тук започва всичко

### Предишни предавания
- Адвокатите от Бостън[5]
- Агнешко
- Али Макбийл[5]
- Антураж[5]
- Бандата на Рита[5]
- Бивши
- Бъди мъж
- Бъфи, убийцата на вампири
- Без пукната пара
- Бон Апети
- В името на народа
- Валънтайн ООД[5]
- Великолепната петорка
- Вероника Марс[5]
- Вещиците от Ийст Енд
- Bсичко е относително[6]
- Големият скок
- Голямото разчистване
- Господарите на танца[6]
- Гранд хотел
- Грозната Бети[6]
- Да, мило[6]
- Да бъдеш Ерика
- Династия
- Добрата съпруга
- Домакините от Ориндж Каунти
- Д-р Емили Оуенс
- Дръзки момичета
- Двама мъже и половина[6]
- Две момчета и едно момиче[6]
- Джоуи[6]
- Ел Връзки[7]
- Жабокът принц
- Жега в Кливланд
- Заложна къща[7]
- Защо жените убиват
- Измяна
- Имало едно време
- Как се запознах с майка ви
- Карълайн[7]
- Клиничен случай[7]
- Клъцни/Срежи[7]
- Клюкарката
- Кое е това момиче?
- Колежани[7]
- Кралици на ужаса
- Кристела
- Кукла
- Луди Глави[7]
- Малки сладки лъжкини
- Мъжки свят
- мъртъв като мен[8]
- Момчетата от Медисън авеню[7]
- Наричайте ме Кат
- Невероятната плейлиста на Зои
- Hовият Kупидон[8]
- Обратно в играта
- Ориндж Каунти[8]
- Осем прости правила[5]
- Отвъд Вълната[8]
- Отмъщението
- Първи срещи: Без цензура
- Пожарникарите от Чикаго
- Подли камериерки
- Поднови или продай: Ванкувър
- Покана за двама[8]
- Понеделник сутрин
- Приятели[8]
- Психо[8]
- Развитие в застой
- Републиката на Сара
- С обич, Виктор
- Само за снимка
- Съпруга трофей
- Секс образование
- Сексът и градът[9]
- Семейство Симпсън[9]
- Скандал
- Скандалото[9]
- Скрити доказателства
- Сладки неприятности
- Следващият топ модел на Америка
- Спешно отделение[9]
- Смешно отделение[9]
- Среща с Джордан
- Това сме ние
- Три Хилл[9]
- Тя и той
- Тяло за отмъщение с Клои Кардашиян
- Уил и Грейс[9]
- Уитни
- Шепот от отвъдното
- Щастливо разведени
- Ясновидката Тру

### Петминутки
- Блондинки
- Богати и известни
- Звезди